# Suliman Al-Salman
Suliman Mowafaq Suliman Al-Salman (Al-Ramtha, 27 giugno 1987) è un calciatore giordano, difensore dell'Al-Ramtha.

## Caratteristiche tecniche
Gioca come terzino destro.

## Carriera

### Club
Comincia a giocare all'Al-Ramtha. Nel gennaio 2009 passa all'Ittihad Al-Ramtha. Nell'estate 2009 torna all'Al-Ramtha. Nel gennaio 2011 si trasferisce all'Al-Wahda. Nell'estate 2011 torna all'Al-Ramtha. Nel 2014 si accasa all'Al-Faisaly. Nel 2015 viene acquistato dall'Al-Hussein. Nel 2016 torna per la terza volta in carriera all'Al-Ramtha.

### Nazionale
Ha debuttato in Nazionale il 16 settembre 2010, nell'amichevole Giordania-Iraq (4-1). Ha partecipato, con la Nazionale, alla Coppa d'Asia 2011. Ha collezionato in totale, con la maglia della Nazionale, 29 presenze.